# Eumerus hispidus
Eumerus hispidus är en tvåvingeart som beskrevs av Smit, Aguiar och Wakeham-dawson 2004. Eumerus hispidus ingår i släktet månblomflugor, och familjen blomflugor.
Artens utbredningsområde är Madeira. Inga underarter finns listade i Catalogue of Life.